# 윤영선 (1988년)
윤영선(尹榮善, 1988년 10월 4일 ~ )은 대한민국의 전직 축구 선수로 현역 시절 성남 FC, 울산 HD, FC 서울, 수원 FC, 전북 현대 모터스 등에서 수비수로 활약했으며 현재 성남 FC 유소년 스카우트로 활동 중이다.

## 클럽 경력
윤영선은 단국대학교 시절 홍철과 함께 U리그 우승을 이끌었고 2010년 신인 드래프트를 통해 성남 일화 천마에 입단하였다. 그는 2010년 3월 19일, 전북 현대 모터스와의 원정 경기에서 72분 김진용과 교체되며 첫 출전하였다. 울산 현대와의 경기가 열린 7월 18일에는 경고 누적으로 결장하는 사샤 오그네노브스키를 대신해 선발 출장하여 처음으로 풀 타임 경기를 뛰었다.
2013 시즌 끝나고 중국 슈퍼리그의 허난 젠예로 이적할 예정이었으나, 메디컬테스트에 문제가 생겨 다시 성남 FC로 복귀하였다.
2016 시즌 중, 상주 상무에 입대하였으나 무릎 문제로 기초 군사 훈련을 받지 못하고 소속팀에 복귀하였다. 2016년 다시 상주 상무로 다시 재입대하였다.
그리고 2018년 4월 3일 군복무를 마치고 원 소속팀 성남으로 돌아왔다.
2018년 12월 19일 이창용과 현금 트레이드 방식으로 울산 현대 축구단으로 이적하였다. 2019년 7월 22일에 윤영선은 팀 K리그 투표에서 2만6222표를 얻은 불투이스가 부상으로 낙마하자 투표 3위(1만9633표) 자격으로 그를 대신해 이탈리아 명문 유벤투스와의 친선경기에 참가하였다.
2020 시즌에는 정승현, 김기희 등에게 밀려 출전 시간을 얻지 못한 윤영선은 2020년 6월 23일에 올 시즌말까지 FC 서울로 임대 이적하였다.
2020 시즌 후, K리그1으로 승격한 수원 FC로 이적하였다.
2022년 3월, 전북 현대 모터스로 이적하였고, 전북을 FA컵 5번째 우승에 일조하였다.
2022 시즌 후, 전북과 1년 재계약을 맺었다.

## 국가대표팀 경력
월드컵 예선 라오스, 미얀마와의 경기를 앞두고 대표팀에 처음으로 포함되었고, 라오스전 김기희와 후반전에 교체투입되어 A매치 데뷔전을 치르게 되었다.
2017년 EAFF E-1 풋볼 챔피언십 최종명단에 포함되었고 일본전에 선발출전하여 풀타임을 소화하며 우승에 일조하였다.
그리고 2018년 FIFA 월드컵에 출전할 23인 스쿼드에 들면서 개인 첫 월드컵 본선 무대를 밟았으며, 1-2차전에서 장현수가 연일 부진한 경기내용을 보이자, 3차전 독일전에서 중앙 수비수로 선발 출전하여 2-0 승리에 기여했다.

## 수상 내역

### 클럽

#### 성남 일화 천마 / 성남 FC
- AFC 챔피언스리그 우승 1회 (2010년)
- FA컵 우승 2회 (2011년, 2014년)

#### 전북 현대 모터스
- FA컵 우승 1회 (2022년)

### 국가대표

#### 대한민국
- EAFF E-1 풋볼 챔피언십 우승 (2017년)

### 개인
- K리그2 베스트 11 (2018년)